# Spinus siemiradzkii
Spinus siemiradzkii е вид птица от семейство Чинкови (Fringillidae). Видът е световно застрашен, със статут Уязвим.

## Разпространение
Видът е разпространен в Еквадор и Перу.